# 小盆湖
小盆湖是一个位于中国西藏自治区日土县的湖泊，面积约为15平方千米。